# Amphixystis islamella
Amphixystis islamella är en fjärilsart som beskrevs av Turati 1927. Amphixystis islamella ingår i släktet Amphixystis och familjen äkta malar.
Artens utbredningsområde är Libya. Inga underarter finns listade i Catalogue of Life.